# Triphoturus mexicanus
Triphoturus mexicanus är en fiskart som först beskrevs av Charles Henry Gilbert, 1890.  Triphoturus mexicanus ingår i släktet Triphoturus och familjen prickfiskar. Inga underarter finns listade i Catalogue of Life.